# Lennon (Oper)
Lennon ist eine Oper in fünf Akten des früheren kroatischen Präsidenten Ivo Josipović (Musik) mit einem Libretto von Marina Biti. Die Uraufführung fand am 22. April 2023 im Kroatischen Nationaltheater in Zagreb statt.

## Handlung
Die Oper spielt sich in den letzten Momenten des Lebens von John Lennon zwischen dem Attentat und seinem Tod ab. In einem Traum oder einer Halluzination tauchen die wichtigsten Menschen seines Lebenswegs wieder auf, darunter seine Tante Mimi (Mary Smith), die sich nach dem Tod seiner Mutter Julia um ihn kümmerte, seine erste Frau Cyntia, ihr Sohn Julian, seine zweite Frau Yoko Ono, seine Assistentin und mutmaßliche Geliebte May Pang, der Beatles-Manager Brian Epstein und die Mitglieder seiner Band.

### Erster Akt: „Down, below, is a world of lakes“ – Tief unten ist eine Welt aus Seen
Szene 1: „Assassination“ – Attentat. Der Mörder Mark David Chapman erschießt John Lennon auf offener Straße vor den Augen seiner Frau Yoko Ono.
Szene 2: „Am I in the sky?“ – Bin ich im Himmel? Vor seinem Tod erlebt Lennon einen Albtraum. Während Yoko noch versucht, ihn anzusprechen, erfüllt ein „tödlicher Klang“ seine Ohren. 
Szene 3: „I killed him“ – Ich habe ihn getötet. Chapman denkt über seine Tat nach. Er verachtete John und glaubt, im Namen Gottes gehandelt zu haben.
Szene 4: „Hear the bells!“ – Höre die Glocken! Um Johns Schmerzen zu lindern, erinnert Yoko ihn an den Frühling und den Monat Mai. Dieses Wort ist zugleich der Name von Johns und Yokos Assistentin May Pang, die ihrer Autobiografie zufolge zeitweilig Johns Geliebte war. Diese erscheint John in seinem Traum und wird ihn fortan begleiten. Die Szene besteht aus dem Dialog zwischen John und May und aus den Gedanken Yokos und Chapmans.

### Zweiter Akt: „My precious list“ – Meine Wunschliste
Szene 1: „Cherish the moments“ – Halte die Augenblicke in Ehren. John trifft auf seinen Jugendfreund Stu (Stuart Sutcliffe), den früh verstorbenen ersten Bass-Gitarristen der Beatles. Er freut sich über das Wiedersehen. Als Stu ihm mitteilt, dass sie sich wieder trennen müssen, verliert sich John in Verzweiflung.
Szene 2: „John in a hole“ – John in einem Loch. John vergewissert sich, dass May noch bei ihm ist. Chapman schleicht sich wie ein Geist in den Traum und erinnert John an den Verlust seiner Mutter Julia im Alter von 17 Jahren. Ihr früher Tod erscheint ihm jetzt wie ein Vorbote seines eigenen Todes. May bemüht sich, ihm Hoffnung zu geben, doch Chapman drängt ihn zu weiteren Erinnerungen.
Szene 3: „Who should take the blame?“ – Wer sollte die Schuld auf sich nehmen? Johns Tante Mimi, die Schwester seiner Mutter, unterbricht seine selbstquälerischen Gedanken und erinnert ihn daran, dass er für sie wie ihr eigener Sohn war. Yoko und Cyntia kommen hinzu und fordern ihn auf, seinen Schmerz abzulegen.
Szene 4: „Tango a tre“ – Tango zu dritt. Cyntias und Yokos Bemühungen münden in einen Tango.

### Dritter Akt: „The Time Machine“ – Die Zeitmaschine
Szene 1: „Open the door“ – Öffne die Tür. Im Traum erhält Lennon Besuch von seiner verstorbenen Mutter. Er ist froh, sie wiederzusehen. Aber dann erkennt er, dass es sich wie zuvor bei seinem Freund Stu nur um eine Halluzination handelt, und verweigert ihr den Zugang.
Szene 2: „Do you need a friend?“ – Brauchst du einen Freund? Paul McCartney bemüht sich freundschaftlich um John. Genau das braucht John jetzt. Er bittet Paul, für ihn zu singen. Auch sein Sohn Julian aus erster Ehe würde gerne für ihn singen. Er beklagt sich darüber, dass John ihn kaum beachtet hat. Der darüber aufgebrachte John verlangt nach einer Ablenkung.
Szene 3: „Diversion“ – Ablenkung. Der erste Beatles-Manager Brian Epstein verspricht eine vollständig neue Realität und versammelt dazu die Band-Mitglieder. Sie wollen sich der klassischen Musik zuwenden und gemeinsam eine Oper aufführen. John will zusammen mit Paul das Libretto schreiben. Dann fällt ihm ein, dass sie Yokos Koloratursopran benötigen. Sie erklärt sich gerne bereit dazu, fragt aber nach dem Grund. Als Brian ihr erklärt, dass sie der Star der Oper sei, singt sie darüber eine Arie („I am the star!“). Der Auftritt der Band ist eine Anspielung an das Rooftop Concert, den letzten Live-Auftritt der Beatles auf dem Dach von Apple Corps in der Londoner Savile Row.

### Vierter Akt: „The Karmic Wheel“ – Karmisches Roulette
Chapman hat sich maskiert und fordert John zu einem Psychospiel, einem „Game of The Grail“ (‚Spiel des Grals‘), heraus. John lehnt das ab, zumal er seinen Herausforderer nicht erkennen kann. Chapman erklärt, dass ihn sein Gesicht nur ablenken würde. Johns Realität sei vergangen, und er befinde sich auf der falschen Spur. Sie beide hätten viele Gemeinsamkeiten. John widerspricht. Er habe Ideale und glaube an Liebe, Frieden und die Sonne. Auch Chapman hat Ideale. Er besteht darauf, dass John mitspielt, und gibt sich ihm schließlich als sein Mörder zu erkennen. John sucht entsetzt nach einem Ausweg.

### Fünfter Akt: „Finale. Imagine peace forever“ – Finale. Stell dir für immer Frieden vor
John verabschiedet sich von May, um sich seiner neuen Heimat unter dem Himmel zuzuwenden. Yoko fordert dazu auf, sich anhaltenden Frieden vorzustellen. Sie möchte, dass alle wissen, dass die Welt weiß sei. Alle versammeln sich und beschwören das Licht und den Frieden mit einer Anspielung an Johns Lied Give Peace a Chance. Die Gemeinschaft endet abrupt mit Johns Tod.

## Gestaltung
Während das Libretto häufig in Form von Zitaten Bezug auf die Texte John Lennons nimmt, verzichtet die Komposition vollständig auf die Übernahme musikalischer Motive. Josipović erklärte das damit, dass er nicht geglaubt habe, dessen spezifischen Stil gut nachahmen zu können. Er selbst habe einen eigenen Stil entwickelt, der unter Experten und Freunden zeitgenössischer Musik wiedererkennbar sei. Außerdem hielt er einen Gebrauch von Lennons Musik sowohl ethisch als auch rechtlich für problematisch. Textliche Bezüge gibt es beispielsweise zu den Liedern Let It Be, The Long and Winding Road, Revolution oder Imagine. Direkt nach dem Schuss gibt es einen Hinweis auf das Album Walking on Thin Ice, das Lennon am selben Tag aufgenommen hatte. Beim Auftritt seiner Mutter wird das Lied My Mummy’s Dead zitiert. Pauls Trostworte an Johns Sohn Julian „Hey Jules“ erinnern an das Lied Hey Jude. All diese Verweise tragen zu der traumartigen Stimmung zwischen Realität und Halluzination bei, in der sich John während des Sterbevorgangs befindet.
Eine Schlüsselfigur der Oper ist Johns Assistentin und mögliche Geliebte May Pang, die seine Frau Yoko selbst herbeibeschwört, um ihm seine letzten Augenblicke zu erleichtern. Auch im realen Leben hatte Yoko die beiden zusammengebracht. Ebenso wie dort verlässt May John vor seinem Ende. In der Oper steht dies für die Rückkehr zur Realität. Als weitere wichtige Rolle tritt der Attentäter Mark David Chapman auf. Er verbindet die beiden Handlungsschichten, indem er sowohl in der Realität als auch in Lennons Traum auftaucht. Er fungiert als wiederkehrendes Motiv, das John in den Abgrund zieht und ihn jedes Mal daran hindert, sich zu beruhigen, wenn die Interventionen seiner Gefährten dies zu erreichen scheinen. Die große Friedensversammlung am Schluss der Oper wird durch Lennons von Chapman verursachten Tod abrupt beendet.
Der Musikstil ist ausdrucksstark und eklektisch. Josipović verbindet tonale und atonale Elemente, wobei tonale Klänge vorherrschen. Hinzu kommen eine prägnante Rhythmik und verschiedene lautmalerische Effekte. Der transparente Orchesterklang und unterstützt die Gesangsstimmen, ohne sie zu überdecken. Die Anforderungen an die Sänger sind hoch. Benötigt werden dramatische Stimmen mit der Fähigkeit zur Koloratur. Die durch die Szenen angedeutete Aufteilung der Oper in traditionelle Formen wie Arien, Duette, Chöre und Orchesterstücke ist nur oberflächlich, da sich die Musik in einem durchgängigen traumartigen Fluss befindet. Der Chor übernimmt die Aufgabe eines Kommentators. Außerdem leitet er die Handlung ein und fungiert als Fan- oder Zuschauergruppe. Er ist häufig in Form eines Fugatos ausgeführt.

## Werkgeschichte
Das Sujet des Attentats auf das Beatles-Mitglied John Lennon beschäftigte den kroatischen Komponisten Ivo Josipović seit vielen Jahren. Jedoch seien der Realisierung immer wieder andere Dinge dazwischen gekommen, darunter seine Arbeit als kroatischer Staatspräsident von 2010 und 2015. In einem Interview erklärte er, dass in erster Linie „Lennons wunderschöne Musik“ der Auslöser für die Wahl des Sujets gewesen sei. Ein weiterer Grund sei das Phänomen eines Mannes, der Lennon erst verehrte, ihn aber dann ermordete. Auch die Beziehungen zwischen Lennon und den Personen in seinem Umfeld interessierten Josipović. Lennon und die Beatles seien für die damalige junge Generation Ikonen der sozialen Rebellion gewesen. Obwohl er von den amerikanischen Geheimdiensten als gefährlich und subversiv eingeschätzt wurde und das Establishment kritisierte, sei er durch seinen Lebensstil selbst Teil dieses Establishments gewesen.
Über einen Zeitraum von mehr als zehn Jahren suchte Josipović vergeblich nach einem Librettisten für seinen Opernplan. Erst ungefähr zwei Jahre vor der Uraufführung erhielt er einen Anruf von Marina Biti, einer Literaturprofessorin der Universität Rijeka, die ihm ihr bereits fertiges Libretto vorstellte. Sie hatte es verfasst, da sie von Lennon und den Beatles schon seit ihrer Kindheit fasziniert war und Josipović seinen Plan noch vor seiner Präsidentschaftskandidatur öffentlich erwähnt hatte. Später hatte sie herausgefunden, dass er noch keinen Librettisten gefunden hatte und die Realisierung der Oper auf Eis gelegt war. Erst 2016, nach dem Ende seiner Präsidentschaft, schlug sie ihm ihr Libretto vor. Josipović war sowohl vom Konzept als auch vom Text sehr angetan. Das Libretto war ursprünglich in kroatischer Sprache verfasst. Die Autoren nahmen jedoch die Anregung des Intendanten des Kroatischen Nationaltheaters in Zagreb, Iva Hraste Sočo, auf, es ins Englische zu übersetzen, um das „assoziative Potenzial“ von Lennons Texten besser nutzen zu können. Dabei behielt Biti die ursprüngliche Struktur bei. Weitere Anpassungen waren nötig, um den Text besser für die Musik aufzubereiten. Außerdem musste er aufgrund der vereinbarten Länge der Oper etwas gekürzt werden.
Die Uraufführung am 22. April 2023 im Kroatischen Nationaltheater dirigierte Ivan Josip Skender. Regie führte Marina Pejnović. Das Bühnenbild stammte von Ivan Lušičić Liik, die Kostüme von Zdravka Ivandija Kirigin, die Choreografie von Barbara Novković Novak und das Lichtdesign von Elvis Butković. Die Darsteller waren Domagoj Dorotić (John Lennon), Dubravka Šeparović Mušović (May), Marija Kuhar Šoša (Yoko Ono), Ozren Bilušić (Chapman), Kristina Anđelka Đopar (Mimi), Sofia Ameli Gojić (Julia), Helena Lucić Šego (Cyntia), Siniša Galović (Paul), Dario Ćurić (Stu), Davor Radić (Ringo), Siniša Hapač (George), Alen Ruško (Julian), Siniša Štork (Brian) sowie Borko Bajutti und Noa Vlčev (junger Lennon). Es handelte sich um eine Kooperation mit der Musikbiennale Zagreb.
Ein Mitschnitt der Produktion wurde vom kroatischen Rundfunk ausgestrahlt. Operavision stellte sie als Video im Internet bereit. Außerdem gibt es eine Luxusausgabe mit zwei LPs, zwei CDs, einer DVD, einer Blu-ray Disc, einem USB-Stick, der Partitur und einem Begleitbuch mit Libretto und Hintergrundinformationen.

## Aufnahmen
- 24. April 2023 – Ivan Josip Skender (Dirigent), Marina Pejnović (Regie), Ivan Lušičić Liik (Bühne), Zdravka Ivandija Kirigin (Kostüme), Barbara Novković Novak (Choreografie), Elvis Butković (Licht), Orchester und Chor des Kroatischen Nationaltheaters in Zagreb.
 Domagoj Dorotić (John Lennon), Dubravka Šeparović Mušović (May), Marija Kuhar Šoša (Yoko Ono), Ozren Bilušić (Chapman), Kristina Anđelka Đopar (Mimi), Sofia Ameli Gojić (Julia), Helena Lucić Šego (Cyntia), Siniša Galović (Paul), Dario Ćurić (Stu), Davor Radić (Ringo), Siniša Hapač (George), Alen Ruško (Julian), Siniša Štork (Brian), Borko Bajutti und Noa Vlčev (junger Lennon).
 Video; Mitschnitt der Uraufführungsproduktion aus dem Kroatischen Nationaltheater in Zagreb.
 Videostream bei Operavision.[10]